# Hermann von Dorne (Politiker, 1489)

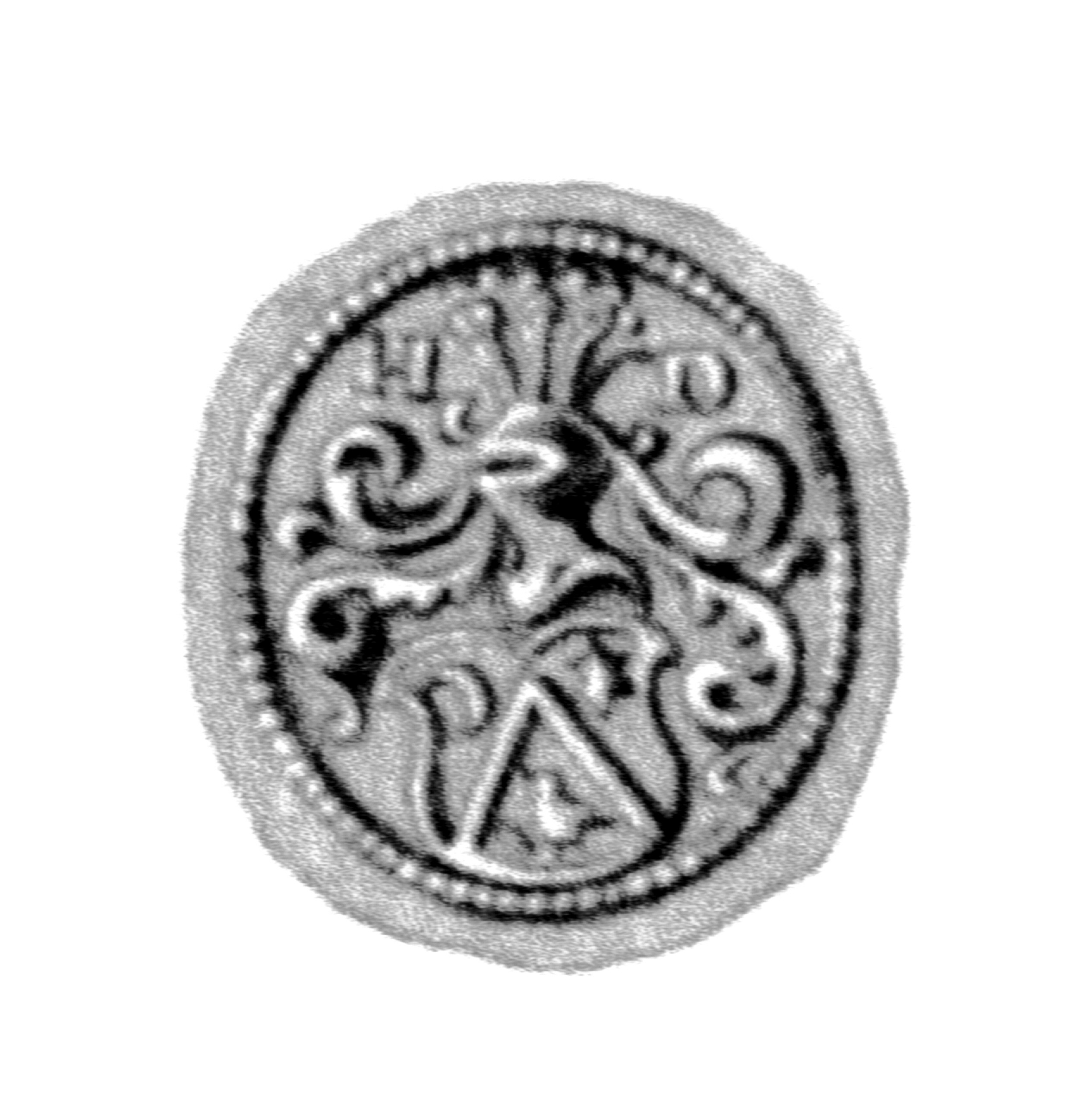
Siegel des Hermann von Dorne

Hermann von Dorne (* 1489 im Erzstift Bremen; † 14. August 1559 in Lübeck) war ein deutscher Kaufmann und Ratsherr der Hansestadt Lübeck.

## Leben
Hermann von Dorne war Sohn des Lüder von Dorne und seiner Ehefrau Margarethe Stratemann aus Bremen. Der Großvater Nicolaus war in Dornum ansässig. Hermann von Dorne wurde 1522 Lübecker Bürger und am 21. September 1535 nach Beendigung der Wullenwever-Zeit in den Lübecker Rat gewählt. Er ist der Stammvater einer Reihe von Lübecker Bürgermeistern der Familie von Dorne in Lübeck. Er war von 1548 bis 1553 Kämmereiherr. Auf den Hansetagen 1555 bis August 1559 in Lübeck vertrat er die Stadt.

## Familie
Hermann von Dorne war verheiratet mit Elsabe Wibbeking, einer Tochter des aus Westfalen stammenden Lübecker Ratsherrn Konrad Wibbeking. Er erwarb für die Familie von Dorne das Wohnhaus Mengstraße 4. Sein Sohn Hermann von Dorne wurde Kaufmann, Ratsherr und ab 1579 Lübecker Bürgermeister.